# Campeonato de España de Atletismo 2014
El XCIV Campeonato de España de Atletismo se disputó los días 26 y 27 de julio de 2014 en el Polideportivo José Caballero en Alcobendas, Madrid.
Junto a las pruebas individuales, se celebró el campeonato de España de relevos 4×100 y 4×400 por clubes, además de los campeonatos de pruebas combinadas (Decathlon y Hepthalon).

## Resultados

### Masculino
| Evento                      | Oro                                             | Plata                                          | Bronce                                           |
| --------------------------- | ----------------------------------------------- | ---------------------------------------------- | ------------------------------------------------ |
| 100 metros lisos            | Adrià Burriel FC Barcelona 10.34                | Sergio Ruiz JA Sabadell 10.46                  | Ruben Pros FC Barcelona 10.64                    |
| 200 metros lisos            | Iván Jesús Ramos FC Barcelona 20.84             | Sergio Ruiz JA Sabadell 20.87                  | Alberto Salcedo SG Pontevedra 21.26              |
| 400 metros lisos            | Samuel García Tenerife CajaCanarias 45.50       | Mark Ujakpor Playas de Castellón 46.29         | Lucas Búa FC Barcelona 46.57                     |
| 800 metros lisos            | Kevin López CD Nike Running 1:47.15             | Álvaro de Arriba Rincón Oeste 1:47.42          | Luis Alberto Marco CD Nike Running 1:47.82       |
| 1500 metros lisos           | Manuel Olmedo FC Barcelona 3:42.06              | Adel Mechaal AA Palamós 3:42.28                | David Bustos CD Nike Running 3:42.95             |
| 5000 metros lisos           | Toni Abadía Simply-Scorpio 71 13:48.69          | Roberto Alaiz CD Nike Running 13:48.74         | Jesús España AA Valdemora 13:48.84               |
| 110 metros vallas           | Javier Colomo Ederki-Caja Rural 13.74           | Jackson Quiñónez FC Barcelona 13.94            | Francisco Javier López Playas de Castellón 13.95 |
| 400 metros vallas           | Sergio Fernández Pamplona Atlético 49.90        | Robert Diez Huracán Fent Camí 50.37            | Ignacio Sarmiento SG Pontevedra 50.63            |
| 3000 metros obstáculos      | Víctor García Gesfie VG Running 8:37.10         | Sebastián Martos CD Nike Running 8:37.80       | Fernando Carro Playas de Castellón 8:40.43       |
| Salto de altura             | Miguel Ángel Sancho Playas de Castellón 2.22    | Javier Bermejo FC Barcelona 2.20               | Simón Siverio Tenerife CajaCanarias 2.17         |
| Salto con pértiga           | Igor Bychkov Playas de Castellón 5.45           | Didac Salas FC Barcelona 5.45                  | Manel Concepción FC Barcelona 5.35               |
| Salto de longitud           | Eusebio Cáceres CD Nike Running 8.08            | Jean Marie Okutu FC Barcelona 7.99             | Sergio Solanas AD Marathon 7.52                  |
| Triple salto                | Pablo Torrijos Playas de Castellón 16.87 (RC)   | Jorge Gimeno Playas de Castellón 16.35         | José Emilio Bellido Playas de Castellón 16.18    |
| Lanzamiento de peso         | Borja Vivas At. Málaga 21.07 (RC)               | Yosier Toledo Playas de Castellón 20.25        | Carlos Tobalina FC Barcelona 20.15               |
| Lanzamiento de disco        | Frank Casañas Playas de Castellón 61.15         | Pedro José Cuesta FC Barcelona 56.52           | Joaquín Millán Tenerife CajaCanarias 55.53       |
| Lanzamiento de martillo     | Javier Cienfuegos Atlético Montijo 70.59        | Isaac Vicente AD Marathon 70.07                | Pedro José Martín FC Barcelona 66.78             |
| Lanzamiento de jabalina     | Jordi Sánchez FC Barcelona 73.88                | Manuel Uriz Huracán Fent Camí 69.17            | Borja Barbeito Playas de Castellón 69.10         |
| 10000 metros marcha (pista) | Miguel Ángel López UCAM - Athleo Cieza 38:54.87 | Luis Alberto Amezcua Juventud Guadix 40:37.17  | Álvaro Martín Playas de Castellón 41:40.97       |
| Decathlon                   | Javier Pérez Tenerife CajaCanarias 7.396 ptos.  | Jonay Jordan Tenerife CajaCanarias 7.239 ptos. | Vicente Guardiola UCAM-Cartagena 6.990 ptos.     |
| Relevos 4 × 100 metros      | Playas de Castellón 40.21                       | Huracán Fent Camí 40.83                        | Pamplona Atlético 41.19                          |
| Relevos 4 × 400 metros      | Playas de Castellón 3:08.33(RC)                 | FC Barcelona 3:08.46                           | A.D.Marathon 3:09.48                             |

### Femenino
| Evento                      | Oro                                                | Plata                                               | Bronce                                          |
| --------------------------- | -------------------------------------------------- | --------------------------------------------------- | ----------------------------------------------- |
| 100 metros lisos            | Estela García Valencia Terra i Mar 11.72           | María Isabel Pérez Cueva de Nerja-UMA 11.92         | Plácida Azahara Martínez FC Barcelona 12.01     |
| 200 metros lisos            | Alba Fernández Pamplona Atlético 24.04             | Elena Moreno Playas de Castellón 24.04              | Sonia Molina-Prados Bidezabal Atletismo 24.46   |
| 400 metros lisos            | Indira Terrero Valencia Terra i Mar 51.77          | Sara Gómez CAS Ciudad Segovia 54.08                 | Geraxane Ussía Simply-Scorpio 71 54.22          |
| 800 metros lisos            | Khadija Rahmouni CD Nike Running 2:03.42           | Esther Guerrero FC Barcelona 2:03.88                | Victoria Sauleda ISS-L´Hospitalet 2:04.21       |
| 1500 metros lisos           | Nuria Fernández CD Nike Running 4:20.26            | Solange A. Pereira Atletismo Bikila 4:21.29         | Isabel Macías Simply-Scorpio 71 4:24.15         |
| 5000 metros lisos           | Dolores Checa CD Nike Running 15:51.24             | Paula González CDE González Berodia 16:16.05        | Lidia Rodríguez Atletismo Santutxu 16:19.24     |
| 100 metros vallas           | Caridad Jerez FC Barcelona 13.09                   | Josephine Onyia Valencia Terra i Mar 13.38          | Teresa Errandonea Super Amara BAT 13.53         |
| 400 metros vallas           | Laura Natalí Sotomayor Valencia Terra i Mar 57.17  | Olga Ortega Valencia Terra i Mar 58.74              | Alba Casanovas FC Barcelona 59.29               |
| 3000 metros obstáculos      | Diana Martín Giménez Valencia Terra i Mar 10:03.97 | María Teresa Urbina FC Barcelona 10:08.44           | Diana Martín Hidalgo C.D.Seoane Pampín 10:12.62 |
| Salto de altura             | Ruth Beitia Piélagos Inelecma 1.95                 | Gema Martín Pozuelo Valencia Terra i Mar 1.81       | Claudia García FC Barcelona 1.78                |
| Salto con pértiga           | Naroa Agirre Atlético San Sebastián 4.42 (RC)      | Carla Franch FC Barcelona 4.00                      | Rebeca Yagüe Pamplona Atlético 4.00             |
| Salto de longitud           | María del Mar Jover Valencia Terra i Mar 6.59      | Juliet Itoya AD Marathon 6.59                       | Concepción Montaner Playas de Castellón 6.23    |
| Triple salto                | Ruth Marie Ndoumbe Valencia Terra i Mar 14.15      | Patricia Sarrapio Playas de Castellón 13.86         | Andrea Calleja AD Marathon 13.60                |
| Lanzamiento de peso         | Úrsula Ruiz Valencia Terra i Mar 17.15             | María Belén Toimil Playas de Castellón 15.35        | Irache Quintanal Valencia Terra i Mar 15.21     |
| Lanzamiento de disco        | Sabina Asenjo FC Barcelona 57.62                   | Irache Quintanal Valencia Terra i Mar 51.23         | Mercedes de Santalo Playas de Castellón 50.71   |
| Lanzamiento de martillo     | Berta Castells Valencia Terra i Mar 68.10          | Maria Barbaño Acevedo AD Marathon 57.86             | Cristina Santiago AD Marathon 54.17             |
| Lanzamiento de jabalina     | Mercedes Chilla Valencia Terra i Mar 55.94         | Lidia Parada Atlética Barbanza 53.62                | Nora Aida Bicet Valencia Terra i Mar 52.04      |
| 10000 metros marcha (pista) | Julia Takacs Playas de Castellón 42:23.37 (REsp)   | Raquel González FC Barcelona 43:31.21               | Beatriz Pascual Valencia Terra i Mar 43:57.13   |
| Hepthalon                   | Carmen Romero Simply-Scorpio 71 5.427 puntos       | Patricia Ortega Atlético San Sebastián 5.362 puntos | Tamara del Río A.A.Catalunya 5.019 puntos       |
| Relevos 4 × 100 metros      | Valencia Terra i Mar 45.98                         | FC Barcelona 46.13                                  | A.D.Marathon 46.30                              |
| Relevos 4 × 400 metros      | Valencia Terra i Mar 3:40.82                       | A.D.Marathon 3:43.92                                | A.A.Catalunya 3:44.20                           |